# Nordaustralischer Kurzkopf-Gleitbeutler
Der Nordaustralische Kurzkopf-Gleitbeutler (Petaurus ariel) ist eine Beuteltierart aus der Gattung der Gleithörnchenbeutler, die im nördlichen Australien von der Küste von Kimberley bis zum Golf von Carpentaria östlich bis Lawn Hill im nördlichen Queensland und auf den vorgelagerten Inseln Tiwi Islands und Groote Eylandt vorkommt.

## Merkmale

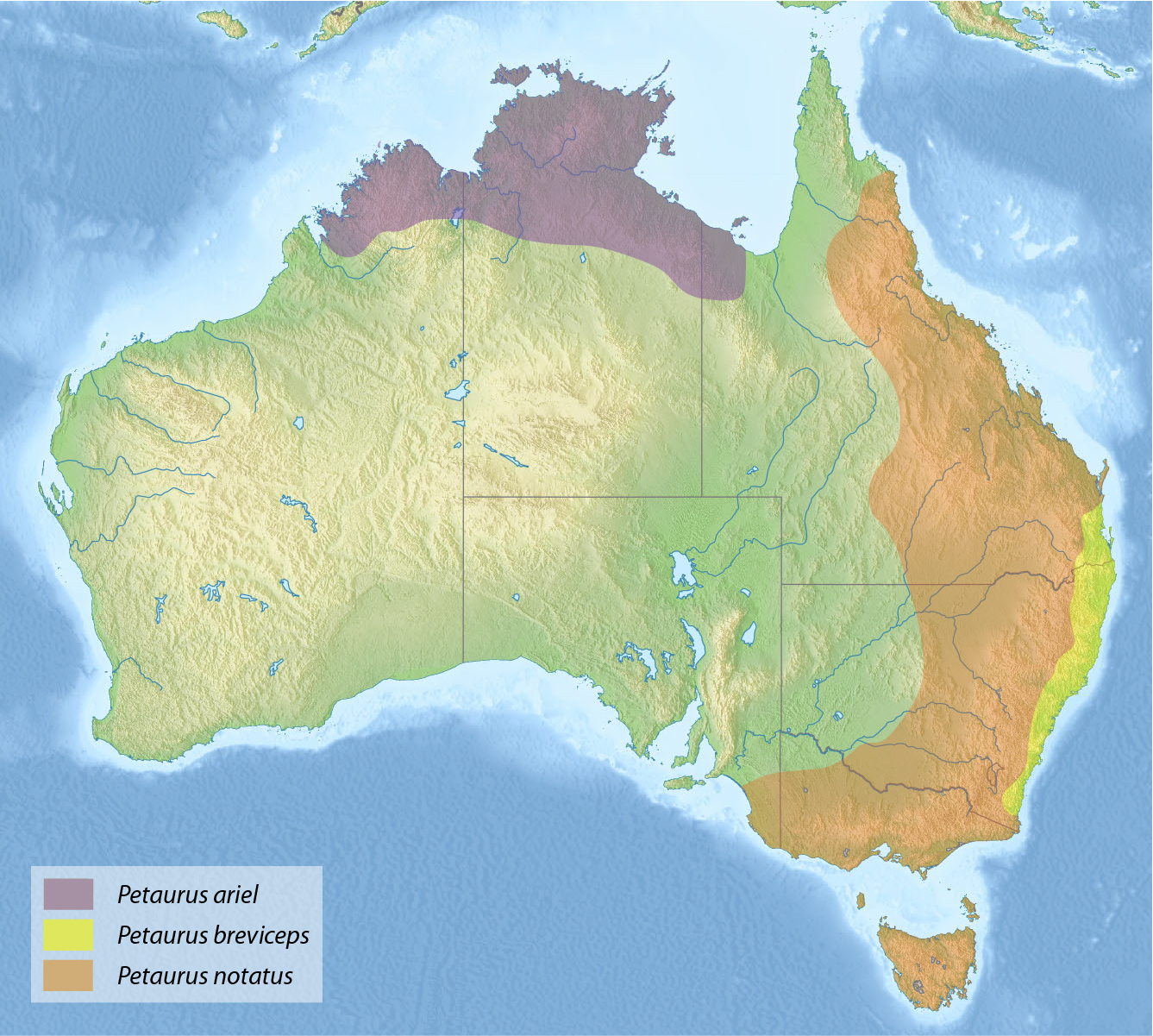
Die Verbreitungsgebiete von drei Gleitbeutlerarten in Australien

Der Nordaustralische Kurzkopf-Gleitbeutler differiert in seinem Verbreitungsgebiet deutlich hinsichtlich der Körpergröße. In den nördlichen, küstennahen Bereichen des Verbreitungsgebietes sind die Tiere kleiner als alle anderen Gleithörnchenbeutler, in den südlichen Abschnitten können die Beutler dagegen mehr als doppelt so groß werden. Da die Art die einzige Gleithörnchenbeutlerart in ihrem Verbreitungsraum ist, ist sie unverwechselbar.
Der bei der ehemaligen britischen Siedlung Port Essington im heutigen Garig-Gunak-Barlu-Nationalpark gefangene Lectotyp von Petaurus ariel hat eine Kopf-Rumpf-Länge von 15,5 cm, der möglicherweise beschädigte Schwanz ist genau so lang (Gould maß bei seiner Erstbeschreibung 17,8 cm). Die Ohren sind 17 mm lang, der Vorderfuß 19 mm und der Hinterfuß 22 mm. Auf dem Rücken ist der Lectotyp grau-oliv gefärbt. Ein brauner in seinem Verlauf unterschiedlich breiter Streifen erstreckt sich vom Hinterkopf bis ca. 2,5 cm vor der Schwanzbasis. In der Rückenmitte sind die Haare 12 mm lang, an den körpernahen 8 mm rauchgrau gefärbt, dann folgt eine 2 mm breite braune Zone und die Spitzen sind wieder rauchgrau. Die Kopfoberseite ist hellgrau. Die Augen und die Ohrbasen sind schwarz umringt. Die Ohren sind fleischfarben aber schwärzlich am äußeren Rand. Die mit Fell bedeckte Flughaut ist auf der Oberseite sepiafarben und auf der Unterseite cremefarben. Vorder- und Hinterpfoten und die Zehen sind auf der Oberseite leicht behaart. Die Krallen sind relativ lang (max. 9 mm). Der Schwanz ist dünn behaart. Das letzte Schwanzdrittel ist auf der Ober- und Unterseite dunkel schwarzbraun gefärbt. Die etwa 16 Schnurrhaare auf jeder Kopfseite sind maximal 23 mm lang.

## Systematik
Der Nordaustralische Kurzkopf-Gleitbeutler wurde im Jahr 1842 durch den britischen Ornithologen und Tiermaler John Gould unter der Bezeichnung Belideus ariel erstmals wissenschaftlich beschrieben. Im Jahr 1846 synonymisierte der britische Zoologe George Robert Waterhouse die Art mit dem Kurzkopfgleitbeutler (Petaurus breviceps) und 1922 registrierte der britische Zoologe Oldfield Thomas die Form als Unterart von Petaurus breviceps. Eine Mitte 2020 veröffentlichte taxonomische Untersuchung von Petaurus breviceps ergab, dass Petaurus ariel näher mit dem Mahagoni-Gleithörnchenbeutler (Petaurus gracilis) und dem Mittleren Gleithörnchenbeutler (P. norfolcensis) verwandt ist als mit Petaurus breviceps. Ihr wurde deshalb wieder der Rang einer eigenständigen Art zugestanden.